# Кварелі
Кварелі (груз. ყვარელი) — місто в східній Грузії, адміністративний центр Кварельського муніципалітету. Розташовано в Алазанській долині, у передгір'ї Великого Кавказу, на відстані 19 км від найближчої залізничної станції Мукузані, 449 м над рівнем моря. Статус міста набуло в 1964 році. За даними перепису 2014 року, населення становить 7739 чол. Місце народження відомого грузинського письменника та громадського діяча Ілії Чавчавадзе.
У місті є промислові підприємства, заклади охорони здоров'я, освіти та культурні установи: театр, будинки-музеї Ілії Чавчавадзе та Коте Марджанішвілі. У Кварелі знаходиться кафедра та резиденція Некреської єпархії.
Місто розташоване в центрі кахетинського винно-виробничого регіону та відоме завдяки низці червоних напівсолодких вин Кіндзмараулі.

## Персоналії
- Ілля Чавчавадзе (1837—1907) — грузинський діяч і письменник.

## Галерея

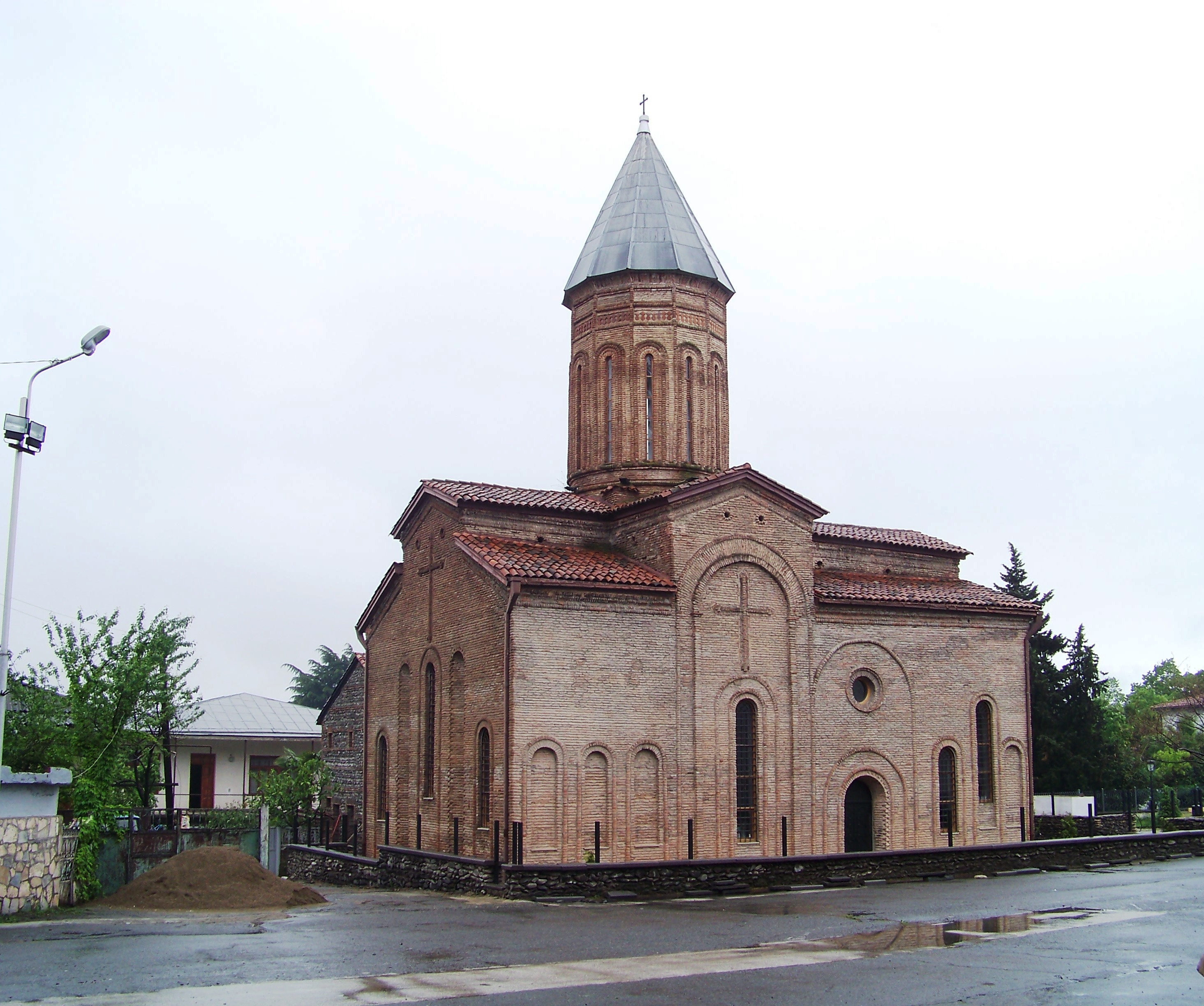
Церква Іона Хрестителя (Кварелі)
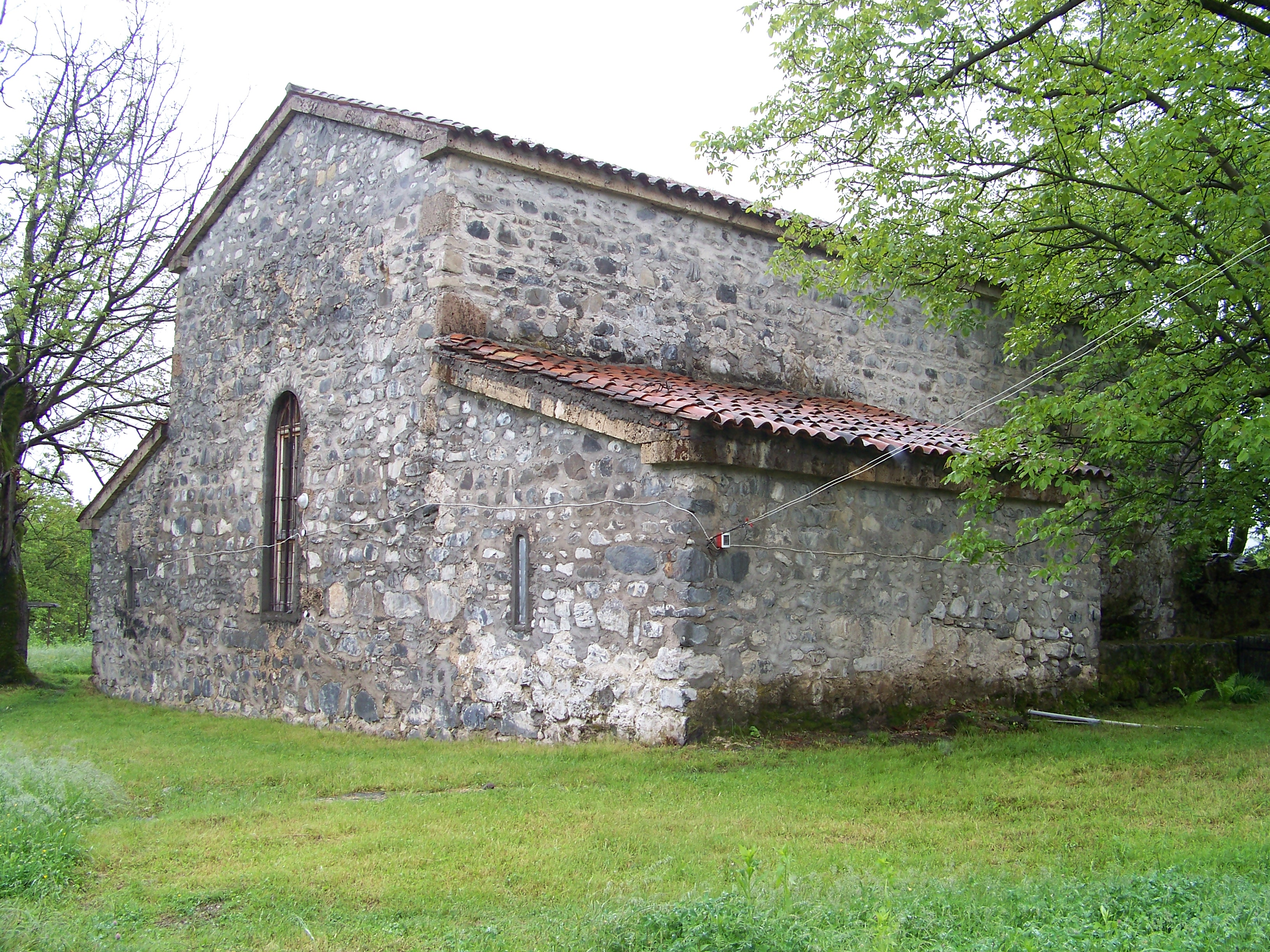
Церква Дубі